# Suzuki GZ250 Marauder

## Судзуки GZ серии мотоциклети – Suzuki GZ series
Серията GZ е поредица от круизер (cruiser style motorcycles) мотоциклети, произведени от Suzuki от 1998 г. насам.
Серията включва:
Судзуки GZ125 Мародер (Suzuki GZ125 Marauder) – версия 125 куб.см. – 12 к.сили
Судзуки GZ250 Мародер (Suzuki GZ250 Marauder) – версия 250 куб.см. – 20 к.сили
Серията GZ се основана на базата на серията GN на Suzuki, като разполага с едноцилиндров двигател с въздушно охлаждане с верижна предавка. Подобно на серията GN тези мотори /мотоциклети/ са предназначени да бъдат лесни за каране от начинаещи водачи.
Технически данни на Судзуки GZ125 Мародер (Suzuki GZ125 Marauder) – версия 125 куб.см. – 12 к.сили (9 кВ) 
- Мотор: 125 куб.см., 4-тактов, въздушно охлаждане, SOHC
- Диаметър и ход: 57.0 мм. x 48.8 мм.
- Степен на сгъстяване: 9.2: 1
- Предавка /скорости/: 5-степенна скоростна кутия
- Задвижване: верига
- Обща дължина: 2160 мм.
- Обща ширина: 815 мм.
- Конструктивна височина: 1090 мм.
- Височина на седалката: 680 мм.
- Просвет/Клирънс: 125 мм.
- Междуосие: 1450 мм.
- Собствено тегло: 137 кг.
- Спирачки: предни дискови, задни барабанни
- Капацитет на резервоара: 14.0 литра, от които 2.9 литра резерва

Технически данни на Судзуки GZ250 Мародер (Suzuki GZ250 Marauder) – версия 250 куб.см. (249 куб.см.) – 20 к.сили (15 кВ)
- Мотор: 250 куб.см., 4-тактов, въздушно охлаждане, SOHC, 18.7 Nm при 7000 оборота.
- Диаметър и ход: 72.0 мм. x 61.2 мм.
- Степен на сгъстяване: 9: 1
- Запалване: ел. стартер
- Акумулатор 12V, 6Ah
- Карбуратор: MIKUNI BSR32
- Мазителна система: мокър картер
- Предавка /скорости/: 5-степенна скоростна кутия
- Задвижване: верига
- Обща дължина: 2160 мм.
- Обща ширина: 815 мм.
- Конструктивна височина: 1090 мм.
- Височина на седалката: 680 мм.
- Просвет/Клирънс: 125 мм.
- Междуосие: 1450 мм.
- Собствено тегло/Суха маса: 137 кг.
- Спирачки: предни дискови, задни барабанни
- Предни гуми: 110/90-R16
- Задни гуми: 130/90-R15
- Капацитет на резервоара: 14.0 литра, от които 2.9 литра резерва